# Noturus baileyi
Noturus baileyi es una especie de peces de la familia Ictaluridae en el orden de los Siluriformes.

## Morfología
- Los machos pueden llegar alcanzar los 7,3 cm de longitud total.[2][3]

## Distribución geográfica
Se encuentran en Norteamérica: Tennessee (Estados Unidos ).